# Sonchus novae-zelandiae
Sonchus novae-zelandiae là một loài thực vật có hoa trong họ Cúc. Loài này được Joseph Dalton Hooker mô tả khoa học đầu tiên năm 1864 dưới danh pháp Crepis novae-zelandiae. Năm 1895, Benjamin Daydon Jackson chuyển nó sang chi Sonchus. Năm 1961, Harry Howard Barton Allan chuyển nó sang chi đơn loài Kirkianella.
Nghiên cứu năm 2004 cho thấy K. novae-zelandiae có quan hệ họ hàng gần với Embergeria grandifolia. Cùng nhau chúng tạo thành cặp có quan hệ chị-em với Actites megalocarpa + [Sonchus maritimus và Sonchus arvensis]. Vì thế, nó được chuyển trở lại chi Sonchus nghĩa rộng.

## Phân bố
Loài này là đặc hữu Đảo Nam (New Zealand).